# Murilo Radke
Murilo Radke (Porto Alegre, 31 de janeiro de 1989) é um voleibolista indoor brasileiro, atuante na posição de levantador e que desde as categorias de base recebe convocação para representar o país através da Seleção Brasileira, pela qual conquistou na categoria infanto-juvenil foi vice-campeão mundial em 2005 na Argélia, e nesta mesma categoria a sagrou-se campeão do Campeonato Sul-Americano de 2006 na Argentina; na categoria juvenil conquistou a medalha de prata do Campeonato Sul-Americano de 2008 no Brasil e conquistou ainda nesta categoria o ouro no Mundial da índia de 2009, sendo eleito o Melhor Levantador da edição.Atuou também na Seleção de Novos sendo medalha de ouro nos Jogos Pan-americanos de Guadalajara em 2011, bronze no Universíada de Verão de 2011 na China, e neste mesmo ano foi vice-campeão do Evento Teste Olimpíada de Londres de 2012 e ouro na Copa Pan-Americana de 2013.Foi inscrito  na Liga Mundial de 2013 para atuar pela seleção principal. Em clubes foi medalhista de bronze conquista no Campeonato Sul-Americano de Clubes de 2009 no Brasil.Pela seleção principal conquistou a medalha de prata da Liga Mundial de 2014.

## Carreira
Murilo com apenas 11 anos de idade iniciou sua trajetória no voleibol quando defendeu as cores da Sogipa, seu primeiro clube, onde já figurava entre as grandes promessas do clube.Seus primeiros passos na modalidade ocorreram devido a influência de sua mãe Márcia Radke, ex-voleibolista que também serviu as categorias de base da Seleção Brasileira.
Transferiu-se em 2005 para Unisul/Nexxera onde permaneceu na temporada 2005-06 conquistando o título do Campeonato Catarinense de 2005.Nas categorias de base foi Melhor Jogador da Taça Paraná de Voleibol.
Murilo desde a categoria infanto-juvenil servia a Seleção Brasileira e disputou o Campeonato Mundial de 2005 realizado nas cidades de Alger e Oran, ambas da Argélia, ocasião que conquistou a medalha de prata e foi décimo Melhor Levantador do campeonato. Em 2006 na cidade de Rosário-Argentina conquistou na mesma categoria de base o título do Campeonato Sul-Americano.Representando a Seleção Gaúcha, categoria infanto-juvenil, disputou e conquistou o título do Campeonato Brasileiro de Seleções, Divisão Especial, este sediado em Brusque-SC.
Murilo disputou as competições da temporada 2006-07 pelo Ingá /Álvares /Vitória terminou em décimo terceiro lugar da Superliga Brasileira A correspondente a esta temporada.Contratado pela Ulbra/Suzano/UPtime foi campeão do Campeonato Gaúcho de 2007; por onde também chegou a disputar e conquistar o título do Campeonato Paulista de 2007, assim como o ouro nos Jogos Abertos do Interior de São Paulo neste mesmo ano e na Superliga Brasileira A 2007-08 chegou aos playoffs e terminou com o bronze.
Convocado pelo técnico Marcos Lerbach para a Seleção Brasileira, atuou como capitão  e competiu na categoria de infanto-juvenil novamente, disputou o Campeonato Mundial de 2007, realizado nas cidades mexicanas de Tijuana e Mexicali,terminando em sétimo lugar, figurando como sétimo Melhor Levantador da edição.
Na temporada seguinte assinou contrato com o Sada Cruzeiro conquistando o título do Campeonato Mineiro de 2008. Voltou a ser convocado para Seleção Brasileira, desta vez na categoria juvenil, e nesta categoria disputou o Campeonato Sul-Americano de 2008 realizado em Poços de Caldas-Brasil quando conquistou o vice-campeonato.
Pelo Sada/Cruzeiro conquistou o bronze na Superliga Brasileira A 2008-09. Serviu a Seleção Brasileira, novamente na categoria juvenil ao disputar o Campeonato Mundial de 2009, este sediado em Pune-Índia, conquistando o ouro e eleito o Melhor Levantador desta edição.
Após os trabalhos com a Seleção, regressou ao Sada/Cruzeiro e obteve em 2009 o título da Copa Santa Catarina, o vice-campeonato do Desafio Globo Minas, além do bronze no Campeonato Mineiro.Ainda em 2009, disputou por esse clube o Campeonato Sul-Americano de Clubes, realizado em Florianópolis de 2009, obtendo o bronze na competição. Renovou com o clube mineiro por mais uma temporada, disputando a Superliga Brasileira A 2009-10 deixou o bronze escapar, terminando a quarta colocação.
Defendeu o Pinheiros /SKY na temporada 2010-11, disputou o Campeonato Paulista e a Superliga Brasileira A 2010-2011 e chegou as quartas de final desta edição, mas terminou nesta fase em sexto lugar.
Em 2011 recebeu convocação para Seleção de Novos e disputou a Universíada de Verão, realizada na China, ocasião que conquistou o bronze e no mesmo ano esteve na equipe que disputou os Jogos Pan-Americanos realizados em Guadalajara-México e conquistou a medalha de ouro Esteve pela seleção de novos no Evento Teste para Olimpíada de Londres de 2012, vestindo a camisa#5, esteve na equipe brasileira, no qual conquistou o vice-campeonato.
Devido à parceria Sky, Murilo passou a defender o Cimed / Sky de Florianópolis na temporada 2011-12, sagrando campeão catarinense de 2011 e na Superliga Brasileira A 2011-12 terminando em sexto lugar.
Na temporada 2012-13 defendeu o Medley/Campinas  conquistando o título dos Jogos Abertos do Interior de Bauru de 2012  e terminou na colocação da Superliga Brasileira A 2012-13.
Em 2013 assinou contrato com a APAV/Kappersberg/Canoas , onde conquistou no mesmo ano de ingresso seu bicampeonato gaúcho e disputando a Superliga Brasileira A 2013-14, com o sexto lugar na campanha da fase de classificação classificou-se para as quartas de final.Compos a relação de atletas inscritos da Seleção Principal para disputar Liga Mundial de 2013 e meses depois foi novamente convocado para Seleção de Novos que disputou a Copa Pan-Americana realizada na Cidade do México-México conquistando o ouro nesta edição.
Foi convocado pelo técnico Bernardinho para seleção principal para disputar a Liga Mundial de 2014, cuja fase final deu-se em Florença-Itália , vestiu a camisa#17 e conquistou pela seleção a medalha de prata.

## Títulos e Resultados
- 2013-Campeão do Campeonato Gaúcho [4][5]
- 2012-13- 5º Lugar da Superliga Brasileira A
- 2012-Campeão do  Jogos Abertos do Interior de Bauru [4][5]
- 2011-12- 6º Lugar da Superliga Brasileira A
- 2011-Vice-campeão do Evento Teste Olimpíada de Londres 2012[20]
- 2011-Campeão do Campeonato Catarinense [5]
- 2010-11- 6º Lugar da Superliga Brasileira A [18]
- 2009-10- 4º Lugar da Superliga Brasileira A [17]
- 2009-Campeão do Campeonato Mineiro [4]
- 2008-09- 3º Lugar da Superliga Brasileira A
- 2008-Campeão do Campeonato Mineiro [4][5]
- 2007-08- 3º Lugar da Superliga Brasileira A [10]
- 2007-7º Lugar do Campeonato Mundial Infanto-Juvenil (Tijuana & Mexicali,  México)[13]
- 2007-Campeão do Campeonato Paulista [5][8]
- 2007-Campeão do  Jogos Abertos do Interior de Praia Grande [5][8]
- 2007-Campeão do Campeonato Gaúcho [8]
- 2006-07- 13º Lugar da Superliga Brasileira A [10]
- 2006-Campeão do Campeonato Brasileiro de Seleções Infanto-Juvenil [9]
- 2005-Campeão do Campeonato Catarinense [4][5]

## Premiações Individuais
- Melhor Jogador da Taça Paraná[5]
- Melhor Levantador  do Campeonato Mundial Juvenil de 2009[5]